# Zentralalpenweg
Der Zentralalpenweg (auch Österreichischer Weitwanderweg 02) ist ein hochalpiner Weitwanderweg in Österreich, der von Hainburg an der Donau nach Feldkirch in Vorarlberg führt. Über weite Strecken gibt der Alpenhauptkamm den groben Verlauf vor.
In Ost-West-Richtung durchquert der Weg Österreich auf beinahe gesamter Länge und berührt dabei die Bundesländer Niederösterreich, Burgenland, Steiermark, Salzburg, Kärnten, Tirol und Vorarlberg, weiters verlaufen kürzere Abschnitte durch die Schweiz und das Fürstentum Liechtenstein.
Für die Begehung des gesamten Weges sind (ohne Ruhetage) zwei bis zweieinhalb Monate zu veranschlagen.

## Verlauf der Hauptroute

### Von Hainburg zu den Fischbacher Alpen

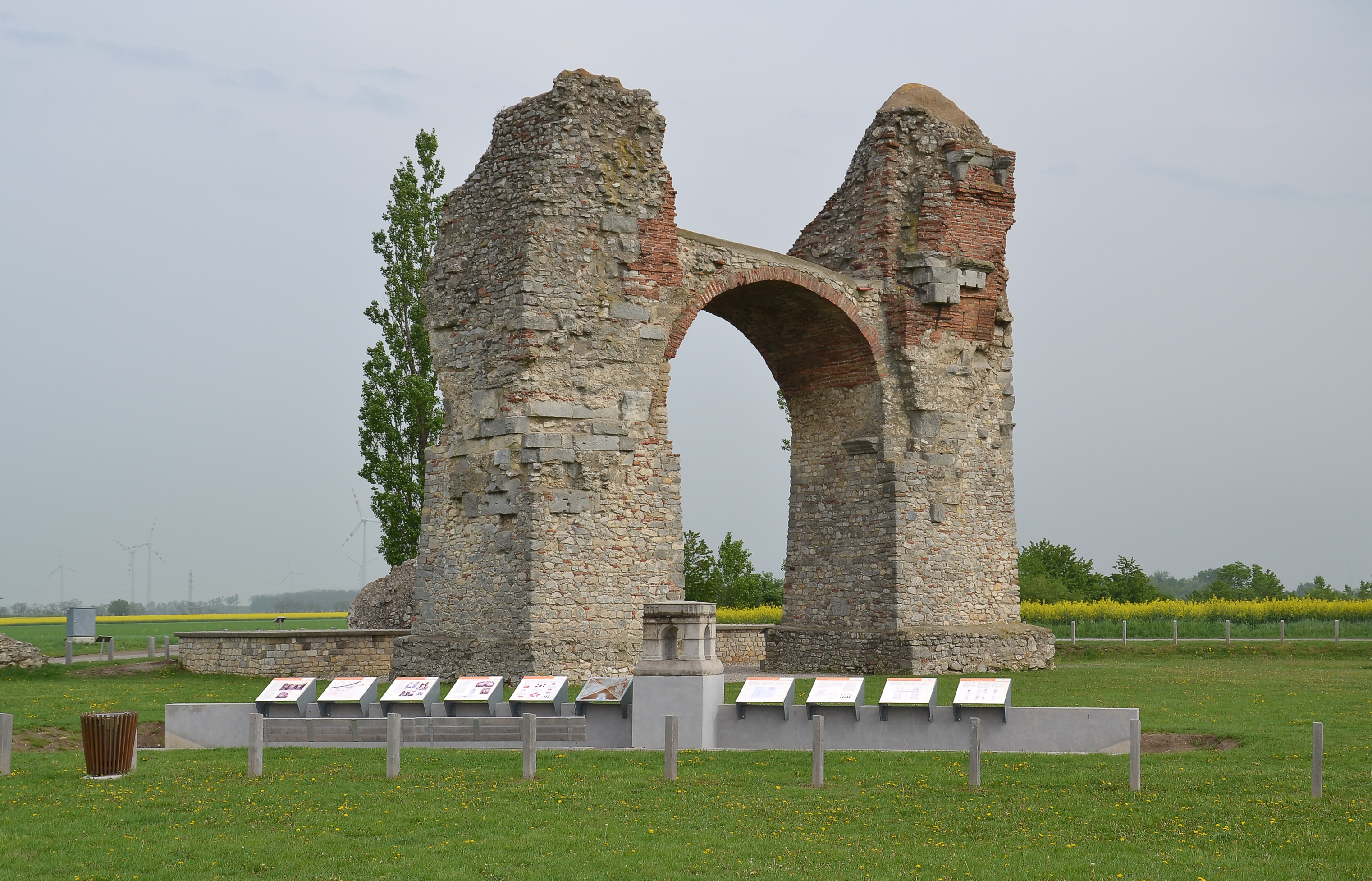
Das Heidentor bei Petronell-Carnuntum

Der Zentralalpenweg beginnt in Hainburg an der Donau und folgt dieser stromaufwärts bis nach Bad Deutsch-Altenburg. Über Parndorf und Neusiedl am See führt die Route in den Ort Breitenbrunn am Fuße des Leithagebirges, welches nach Großhöflein überschritten wird. Weiter verläuft der Weg über die Rosalia und bei Kobersdorf in die Bucklige Welt nach Landsee und Krumbach. Über den Kurort Mönichkirchen gelangt man zum Hallerhaus am Wechsel und zum Niederwechsel, bis schließlich das Wetterkoglerhaus auf dem Hochwechsel erreicht wird.
Von Breitenbrunn verläuft eine Variante 02A entlang des Neusiedler Sees über Rust zur Rosalia, um von dort einen direkteren Weg nach Krumbach einzuschlagen.
Die zurückzulegende Distanz beträgt (auf der Hauptroute) etwa 171 Kilometer und ist in sieben Tagen zu bewältigen.

### Von den Fischbacher Alpen über die Gleinalpe nach Knittelfeld

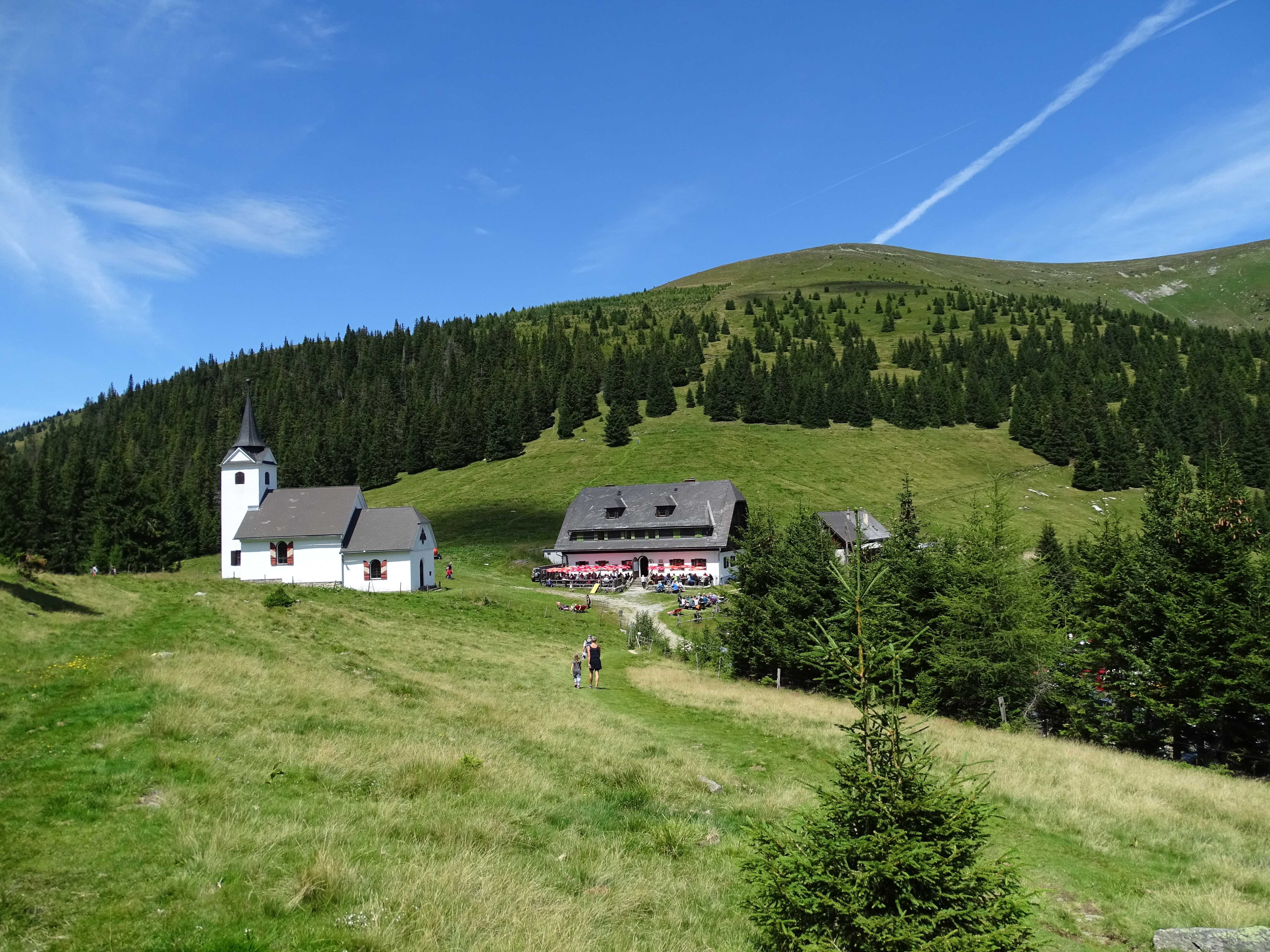
Das Schutzhaus im Gleinalmsattel mit der Kirche Maria Schnee

Am Feistritzsattel wird erstmals das Bundesland Steiermark erreicht und vom Pfaffensattel erfolgt der Aufstieg zum Alois-Günther-Haus auf dem Stuhleck. Über die Pretulalpe gelangt man nach Alpl, die nächsten Pässe sind der Schanzsattel und das Straßegg. Nun wird weiter zur Sommeralm und zur Teichalm gewandert, durch die Bärenschützklamm schließlich das Murtal erreicht.
Von Zlatten führt der Weg hinauf zum Eisenpass und dem Schutzhaus am Brucker Hochanger, welches den Ausgangspunkt für die Überschreitung des langen Höhenzugs der Gleinalpe darstellt. Der Speikkogel und der Rossbachkogel sind dabei die prominentesten Gipfel. Vom Steinplan wird schließlich nach Knittelfeld abgestiegen, wo nochmals die Mur überquert wird.
Eine Variante 02A wählt zwischen dem Straßegg und dem Eisenpass eine nördlichere Route, wobei das Rennfeld überschritten und Bruck an der Mur passiert wird.
Die Weglänge beträgt 167 Kilometer. Man benötigt rund eine Woche zur Begehung.

### Durch die Niederen Tauern zum Tappenkarsee

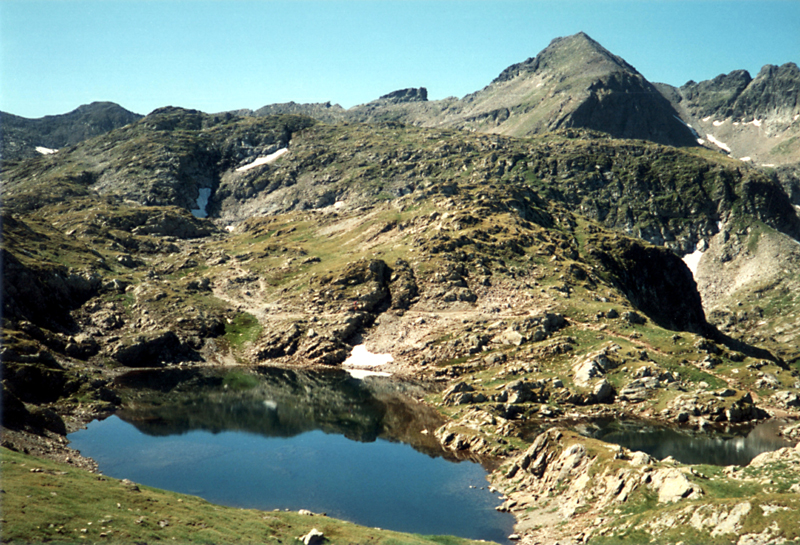
Der Klafferkessel unter dem Greifenberg

Vorbei an der Aussichtswarte am Tremmelberg führt der Weg zum Stift Seckau und bei Ingering II in die Triebener Tauern. Vorbei am Ingeringsee steigt der Weg zum Kettentörl an und führt ins hintere Triebental. Nun wird am Knaudachtörl erstmals die 2000er-Marke überschritten, über den Geierkogel gelangt man nach Hohentauern und zur Edelrautehütte.
Es folgt es eine lange Kette an Gipfeln (u. a. Kleiner Bösenstein, Hochschwung, Seitnerzinken, Breiteckkoppe), die zur Planneralm führt. Dann hinab nach Donnersbachwald, von wo über die Gstemmerscharte in das Große Sölktal gewechselt wird.
In den Schladminger Tauern verläuft der Weg über die Rudolf-Schober-Hütte und das Rantentörl in das Kleine Sölktal, danach über die Tratten- und Wildlochscharte zur Preintalerhütte. Durch den Klafferkessel wird der Greifenberg bestiegen. Über die Gollingscharte und die Trockenbrotscharte verläuft der Weg zu den Giglachseen und in die Akarscharte, wo die Grenze zum Bundesland Salzburg verläuft, bevor er in Obertauern eintrifft. Über die Südwiener- und Franz-Fischer-Hütte wird zum Tappenkarsee nahe der Grenze zwischen Niederen und Hohen Tauern gewandert.
Für die 236 Kilometer lange Wegstrecke dieses Abschnitts sind etwa 16 Tage zu veranschlagen.
Am Tappenkarsee teilt sich der Zentralalpenweg in zwei Varianten. Die im Folgenden beschriebene Hauptroute bleibt dem Alpenhauptkamm treu und verläuft meist hochalpin, Gletschererfahrung und -ausrüstung sind zur Begehung unbedingt erforderlich. Die weiter nördlich verlaufende, gletscherfreie Route 02A vermeidet diese alpinen Schwierigkeiten und ist daher auch für Alleinwanderer geeignet.

### Durch die Hohen Tauern in die Zillertaler Alpen

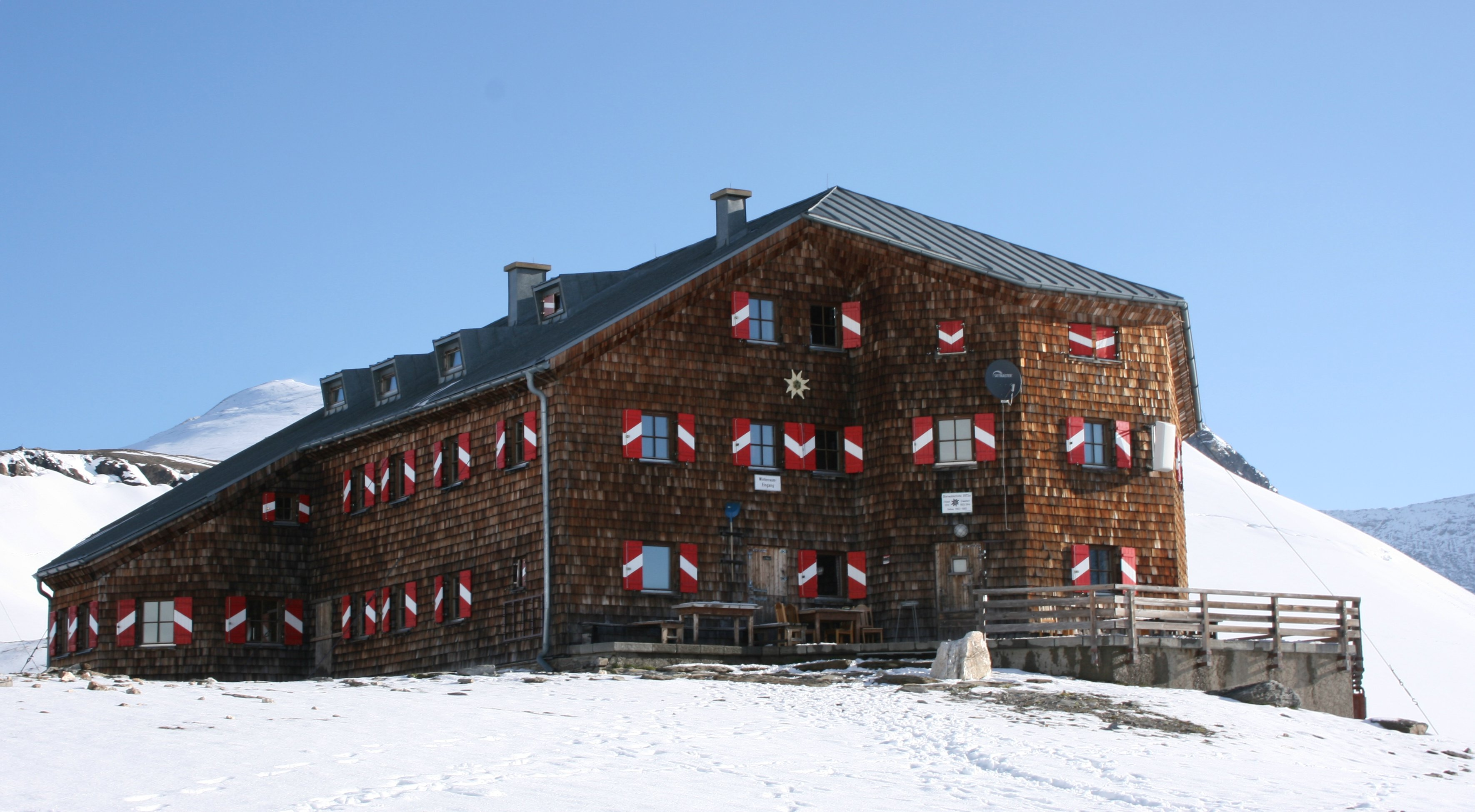
Die Oberwalderhütte in der Glocknergruppe

Vom Tappenkarsee folgt der Zentralalpenweg vorerst dem Verlauf des Tauernhöhenwegs und führt über das Murtörl und den Weinschnabel zum Kölnbreinspeicher und zur Osnabrücker Hütte. Die nächsten Stationen sind das Hannoverhaus, die Mindener und die Hagener Hütte, von wo über die Duisburger Hütte zum Zittelhaus auf dem Gipfel des Hohen Sonnblicks gewandert wird.
Die vergletscherte hochalpine Route 02 verläuft über Hocharn und Hochtor zur Oberwalderhütte sowie weiter zur Rudolfs- und zur St. Pöltner Hütte, um zur Neuen Prager Hütte zu gelangen.
Alternativ kann vom Zittelhaus auch auf einer Nebenroute 02B nach Heiligenblut abgestiegen und über die Stüdlhütte, das Lucknerhaus nach Kals gewandert werden. Von dort geht es über das Kals-Matreier Törl und die Dürrenfeldscharte zur Sudetendeutschen Hütte und zum Matreier Tauernhaus sowie durch das Innergschlöß ebenfalls zur Neuen Prager Hütte.
In der Venedigerscharte erreicht der Zentralalpenweg seinen höchsten Punkt, bevor er vorbei an der Kürsingerhütte und der Warnsdorfer Hütte ins Krimmler Achental gelangt, wo die Hohen Tauern verlassen werden. Der Weg erreicht nun über die Plauener Hütte und den Speicher Zillergründl Mayrhofen.
Für den 214 Kilometer langen Abschnitt sind etwas über zwei Wochen Gehzeit einzuplanen.

### Durch Zillertaler, Stubaier und Ötztaler Alpen

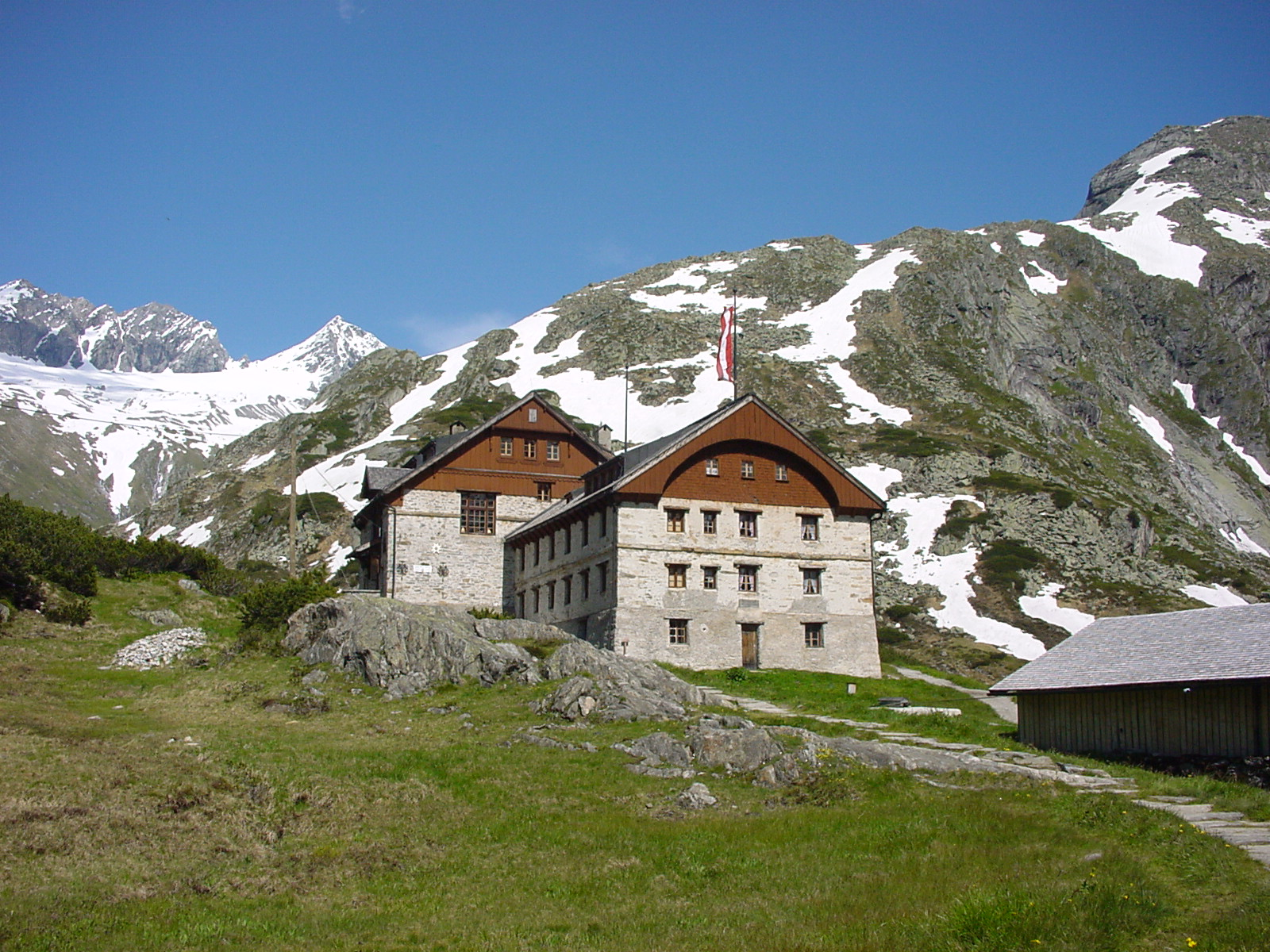
Die Berliner Hütte in den Zillertaler Alpen

Nun führt der Weg zum Speicher Stillup und hinauf zur Kasseler Hütte. Weiters gelangt er zur Greizer Hütte und durch den Floitengrund zur Berliner Hütte, wo der Aufstieg zum Schönbichler Horn in Angriff genommen wird. Vorbei an Furtschaglhaus und Schlegeisspeicher geht es zur Olpererhütte und über die Alpeiner Scharte zur Geraer Hütte. Durch das Valser Tal werden die Zillertaler Alpen verlassen und St. Jodok am Brenner erreicht.
Ab hier in den Stubaier Alpen verlaufend, führt der Weg durch das Gschnitztal hinauf zur Bremer Hütte, vor dort zur Nürnberger-, Sulzenau- und Dresdner Hütte. Er quert den Schaufelferner zur Hildesheimer Hütte, hinab ins Windachtal und nach Sölden im Ötztal. Über Obergurgl leitet die Route zum Ramolhaus, und von Vent hinauf zum Hochjochhospiz. Brandenburger Jöchl und Kesselwandferner bringen die Wanderer zum Brandenburger Haus, anschließend ist der Gepatschferner zu queren. Von der Rauhekopfhütte geht es abwärts zum Gepatschhaus, ab dort wieder ansteigend zum Riffl- und Rotschragenjoch. Über das Hohenzollernhaus wird bei Pfunds das Oberinntal erreicht.
Dieser Wegabschnitt misst knapp 250 Kilometer, was etwa 15 Tagesetappen entspricht.

### Durch Samnaungruppe, Verwall, Silvretta und Rätikon nach Feldkirch

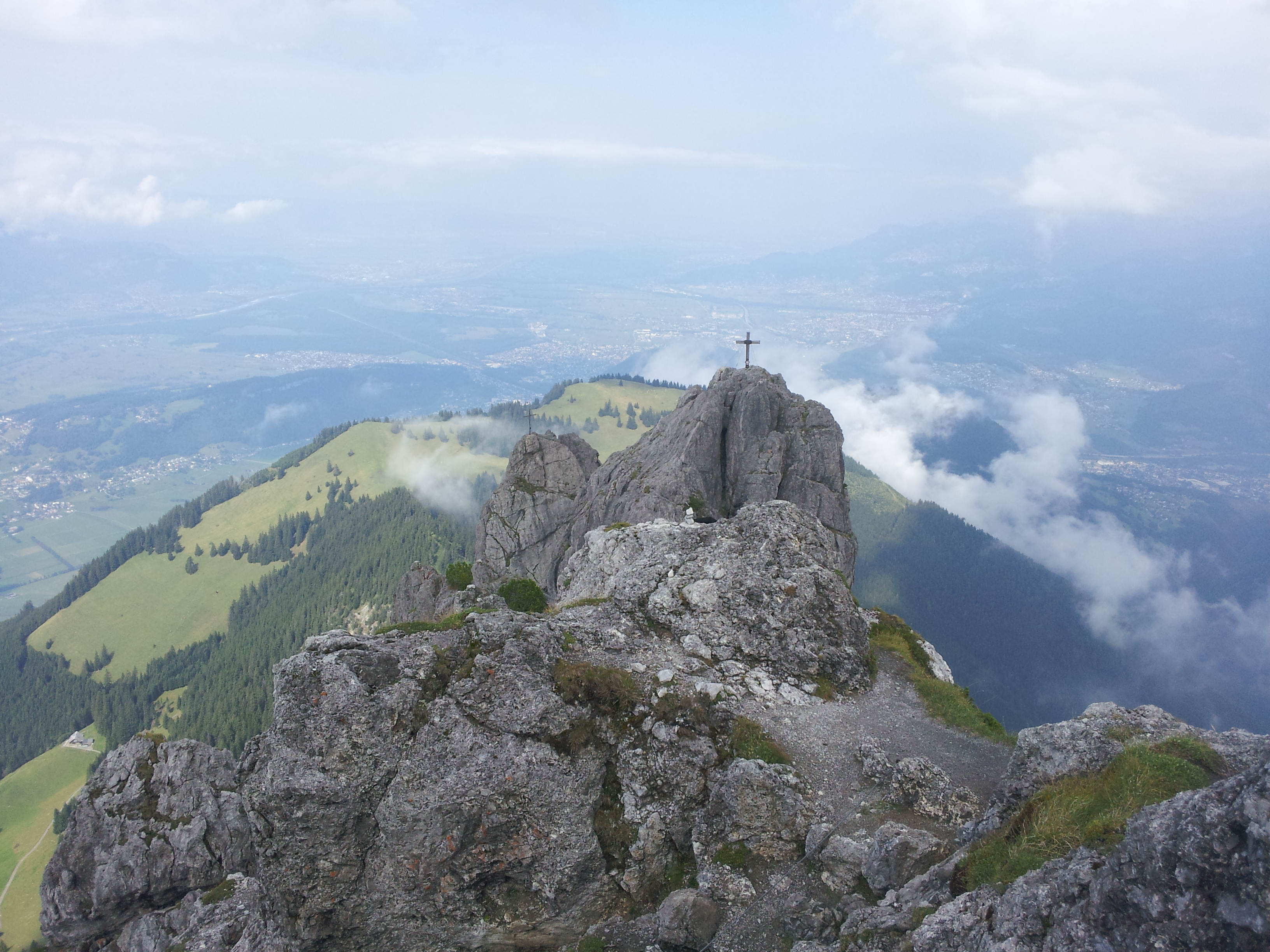
Die Drei Schwestern oberhalb Feldkirchs

Aus dem Inntal leitet die Route über Serfaus zum Kölner Haus, auf der anderen Seite des Furglerjochs über die Ascher Hütte nach See im Paznauntal. Von Kappl steigt der Weg zur Niederelbehütte und der Darmstädter Hütte an, von dort gelangt man über die Doppelseescharte hinunter nach Ischgl.
Nun wird durch das Fimbatal südwärts zur, in der Schweiz gelegenen, Heidelberger Hütte gewandert. Über das Kronenjoch und die Jamtalhütte wird zum Madlenerhaus naher der Bielerhöhe gelangt.
Weiter verläuft der Weg über die Saarbrücker Hütte, die Tübinger Hütte nach Gargellen. Nun über die Obere Röbialpe zum Sarotlapass, den Plasseggen- und Grubenpass zur Tilisunahütte. Weiter geht es dann über den Bilkengrat zur Lindauer Hütte und über den Öfapass und das Verajoch zur Douglasshütte am Lünersee.
Die Totalphütte kann als Stützpunkt für den Aufstieg zum Gipfel der Schesaplana genutzt werden, über den Brandner Gletscher gelangt man zur Mannheimer Hütte. Dem Liechtensteiner Höhenweg folgend, kommt man zur Pfälzer Hütte im Fürstentum Liechtenstein. Nun weiter über die Orte Sücka und Silum zum, in die Nordwestwand des Alpspitz geschlagenen Fürstensteig. Die letzten Gipfel am Weg sind der Gafleispitz, der Garsellakopf sowie die Drei Schwestern. Von der Feldkircherhütte führt der Weg hinunter nach Frastanz und schließlich an seinen Endpunkt in Feldkirch.
Dieser, abschließende Teil der Hauptroute ist etwa 200 Kilometer lang. Man benötigt rund 12 Tage für seine Begehung.

## Die gletscherfreie Nebenroute

### Über Gasteiner Tal und Kitzbüheler Alpen ins Zillertal

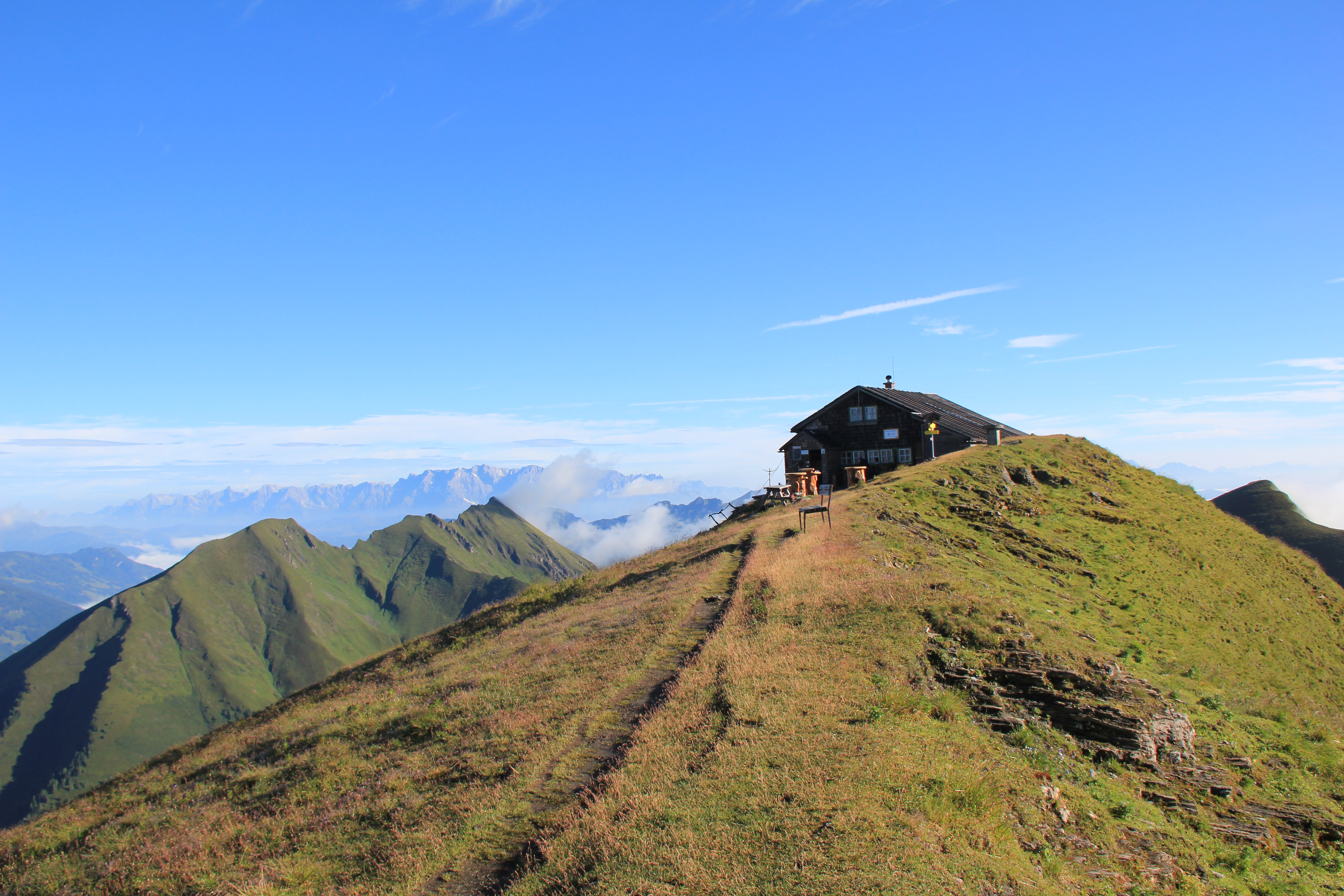
Die Gamskarkogelhütte auf dem gleichnamigen Gipfel

Die Variante 02A nimmt am Tappenkarsee ihren Ausgang und erreicht über das Draugsteintörl das Großarltal, anschließend über den Gamskarkogel den Ort Bad Hofgastein im Gasteinertal. Über die Seebachscharte wird nach Rauris gewandert und von dort talauswärts durch die Kitzlochklamm nach Taxenbach im Tal der Salzach. Vom Statzerhaus am Gipfel des Hundsteins geht es hinunter nach Zell am See, von wo die Schmittenhöhe erklommen wird.
Der Pinzgauer Spaziergang geleitet die Wanderer zur Bürglhütte, vorbei an Mittersill wird der Pass Thurn erreicht. Wildkogel und Kröndlhorn sind die nächsten Gipfel, nach einer Nächtigung in der Neuen Bamberger Hütte wird das Salzachjoch gequert, um anschließend über Königsleiten nach Gerlos abzusteigen. Von dort wird hinunter nach Hippach im Zillertal gewandert.
Dieser Abschnitt hat 11 Etappen und eine Länge von 214 Kilometern.

### Durch die Tuxer-, Stubaier- und Ötztaler Alpen

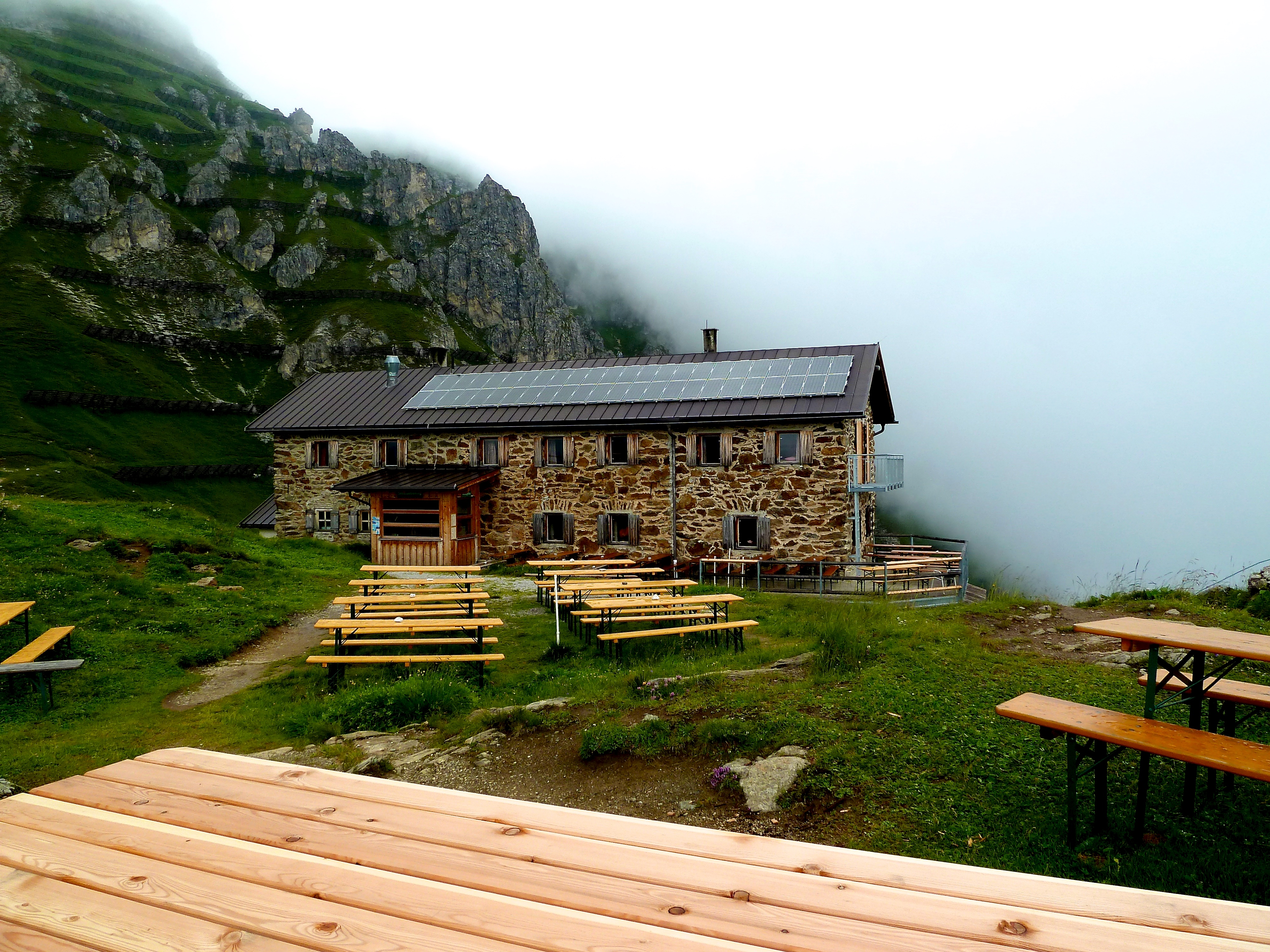
Bei der Starkenburger Hütte

Einer der längsten Anstiege des gesamten Route führt über die Rastkogelhütte und weiter auf den Gipfel des Rastkogels, von wo der Zentralalpenweg hinab zur Weidener Hütte verläuft. Über das Grafennsjoch wird die Wattentaler Lizum mit der Lizumer Hütte erreicht, über den Geier und die Naviser Hütte geht es nach Navis. Talauswärts wird nach Matrei am Brenner gelangt, anschließend wird über Maria Waldrast nach Fulpmes im Stubaital gewechselt, bevor man erneut steil hinauf zur Starkenburger Hütte und den Franz-Senn-Weg zur Franz-Senn-Hütte kommt.
Die Ortschaft Praxmar wird über das Große Horntaler Joch erreicht, die Schweinfurter Hütte über das Gleirschjöchl. Über die Hochreichscharte gelangt man zur Neuen Bielefelder Hütte, von welcher der Abstieg ins Ötztal erfolgt, wo die Orte Habichen und Tumpen durchwandert werden. Über die Erlanger Hütte wird anschließend der Wildgrat erstiegen, welcher den höchsten Punkt auf der Route 02A markiert. Über das Hochzeigerhaus zieht der Weg hinunter nach Jerzens im Pitztal.
Dieser Abschnitt mit seinen 13 Tagesetappen weist eine Länge von rund 190 Kilometern auf.

### Durch Samnaun, Paznaun und Verwall

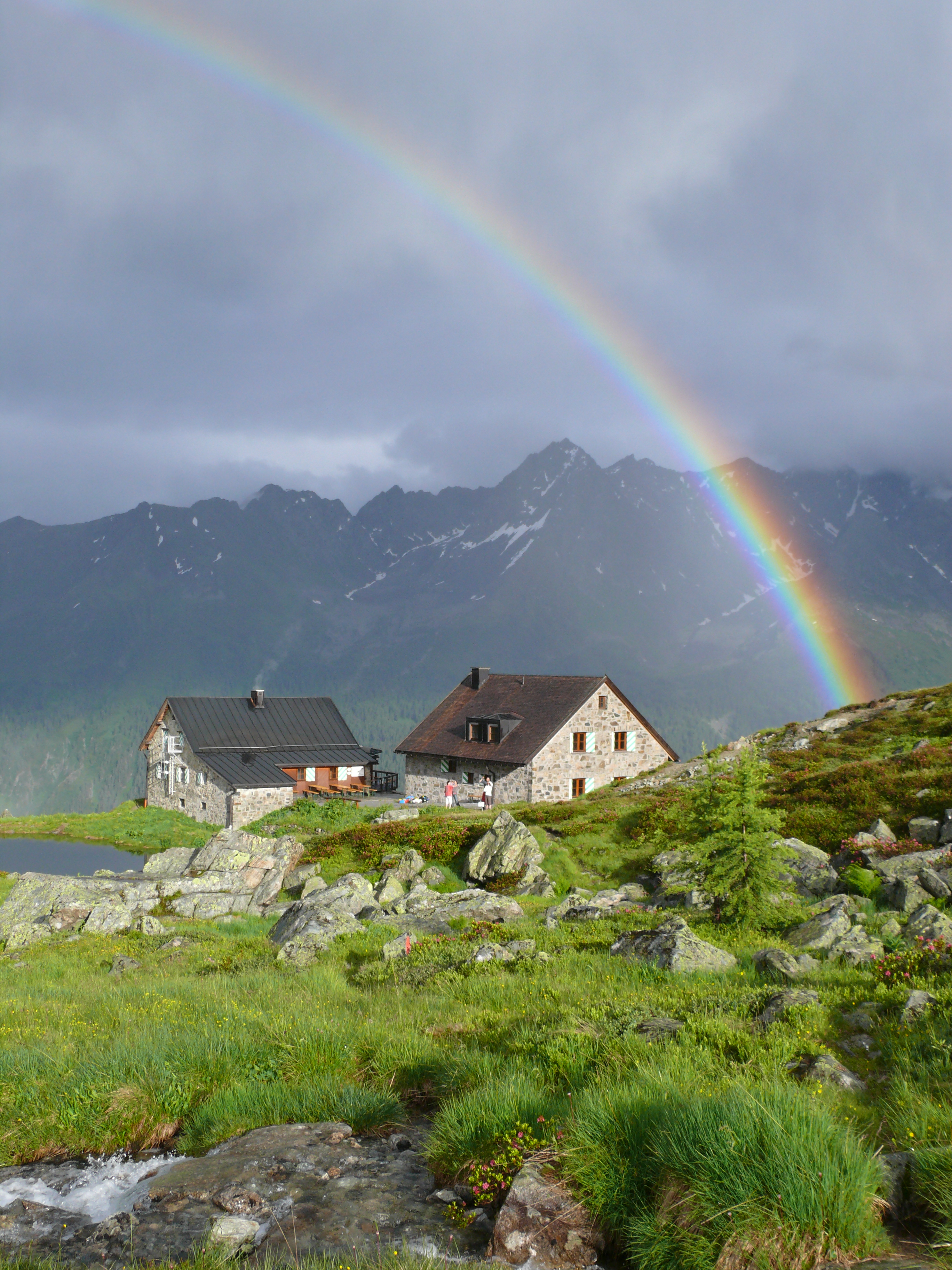
Die Friedrichshafener Hütte im Verwall

Der letzte Abschnitt der Alternativroute 02A führt aus dem Pitztal über die Pillerhöhe nach Ried im Oberinntal und über Serfaus hinauf zum Kölner Haus. Über das Furgler Joch und die Ascher Hütte wird in das Paznaun gewechselt, wo am Talwanderweg von See nach Kappl gewandert wird.
Etwas taleinwärts von Ischgl wendet sich der Weg hinauf zur Friedrichshafener Hütte, das Muttenjoch stellt die Verbindung zur Heilbronner Hütte her, um sodann auf dem Wormser Weg die Wormser Hütte zu erreichen. Der Weg führt hinab ins Montafon, wo Schruns und Tschagguns durchquert werden. Über das Gauertalhaus gelangt man schließlich hinauf zur Lindauer Hütte, wo die Vereinigung mit der Hauptroute 02 erfolgt, der bis nach Feldkirch gefolgt wird.
Vom Pitztal bis nach Feldkirch hat der Weg 10 Etappen, welche insgesamt rund 200 Kilometer umfassen.

## Markierung
Der Weg ist mit der Wegnummer 02 gut beschildert, der auf den einzelnen Wegabschnitten noch eine ungerade Hunderterstelle (also 102, 302, 502, 702 und 902) vorangestellt wird. Die Wegvarianten tragen zusätzlich noch den Buchstaben A oder B. Die Markierung erfolgt in den Farben rot-weiss-rot.
Der Verlauf des Zentralalpenwegs wird durch die in Österreich tätigen alpinen Vereine festgelegt, für die Betreuung der Wanderer (Auskünfte, Abzeichenvergabe, Entgegennahme von Rückmeldungen) ist die Sektion Weitwanderer des Österreichischen Alpenvereins zuständig, dort kann nach erfolgter Begehung ein Abzeichen angefordert werden.